# XIII Congresso nazionale del Partito Comunista Cinese
Il XIII Congresso Nazionale del Partito Comunista Cinese (中国共产党第十三次全国代表大会S, Zhōngguó gòngchǎndǎng dì shísān cì quánguó dàibiǎo dàhuìP) si tenne nella Grande Sala del Popolo di Pechino dal 25 ottobre al 1º novembre 1987. Vi parteciparono 1936 delegati in rappresentanza di oltre 46 milioni di membri del partito, e comprendeva 200 giornalisti stranieri invitati a partecipare alle cerimonie di apertura e chiusura. Inoltre, furono invitati come pubblico i vicepresidenti del Comitato permanente del Congresso nazionale del popolo (ANP) e del Comitato Nazionale della Conferenza politica consultiva del popolo cinese, rappresentanti della Federazione Nazionale dell'industria e del commercio, persone non iscritte al partito, minoranze etniche e figure religiose. Parteciparono anche i giornalisti accreditati della Pravda, organo ufficiale del Partito Comunista dell'Unione Sovietica, dopo un'assenza di 31 anni dovuta alla crisi sino-sovietica.
Il congresso ribadì la correttezza della politica della porta aperta e delle riforme di mercato adottate durante il terzo plenum dell'XI Congresso nel dicembre 1978. Vide anche il ringiovanimento della leadership del partito, con il ritiro dei veterani della Lunga Marcia e la loro sostituzione da parte di tecnocrati più giovani e meglio istruiti.

## Agenda
L'agenda del XIII Congresso era la seguente:
1. Esaminare e adottare il rapporto del 12º Comitato centrale del Partito Comunista Cinese;
2. Esaminare il rapporto del Comitato consultivo del Comitato centrale;
3. Esaminare il rapporto della Commissione l'ispezione disciplinare del Comitato centrale;
4. Adottare gli emendamenti raccomandati alla Costituzione del Partito Comunista Cinese;
5. Elezione del 13º Comitato centrale del PCC, del Comitato consultivo del Comitato centrale e della Commissione l'ispezione disciplinare del Comitato centrale;

## Attività

### Ricambio generazionale
Deng Xiaoping gestì personalmente il ritiro di oltre 90 anziani del partito che erano critici delle riforme orientate al mercato adottate nel processo delle sue Quattro modernizzazioni. Tra gli anziani vi erano Peng Chen, presidente del Comitato permanente dell'ANP; Chen Yun, economista di spicco del partito; Hu Qiaomu, aspro critico del liberalismo borghese e Li Xiannian, presidente della RPC. Deng stesso rinunciò a tutte le sue posizioni tranne la presidenza della Commissione militare attraverso uno speciale emendamento alla costituzione del partito.
Zhao Ziyang divenne il primo vicepresidente della Commissione militare centrale assieme a Yang Shangkun come vicepresidente permanente. Il nuovo Comitato centrale di 285 membri era composto da 175 membri regolari e 110 membri supplenti. Circa 150 leader anziani (43%) dei precedenti 348 membri del Comitato Centrale non furono rieletti. Hua Guofeng rimase ancora al comitato centrale. L'età media della nuova classe dirigente era di 55,2 anni, in calo rispetto ai 59,1 del suo predecessore. 87 dei membri effettivi e supplenti erano nuovi e 209 (73%) di tutti i membri del Comitato centrale avevano un'istruzione universitaria.
Anche il Politburo, con 17 regolari e 1 membro supplente, comprendeva un grande numero di giovani sostenitori della riforma. Sebbene 9 dei 20 membri precedenti si fossero ritirati, l'ex segretario generale Hu Yaobang insieme ai vice premier Wan Li e Tian Jiyun mantennero la loro presenza. Il Comitato Permanente vide l'elezione di Zhao Ziyang, Li Peng, Qiao Shi, Hu Qili e Yao Yilin.
Sebbene la maggior parte degli anziani avesse abbandonato le loro posizioni ufficiali nel partito, la loro influenza non venne meno. La loro disponibilità a ritirarsi è stata probabilmente presa con la consapevolezza che il loro candidato preferito, Li Peng, sarebbe stato nominato al Comitato Permanente del Politburo e come futuro premier.
Il XIII Congresso Nazionale fu degno di nota perché le donne erano del tutto assenti dai livelli più alti del partito, leader come Zhao Ziyang si sono fortemente opposti alla partecipazione delle donne al processo politico.

### Fase primaria del socialismo
Nel suo discorso, Zhao Ziyang affermò che "la riforma è l'unico processo attraverso il quale la Cina può essere rivitalizzata. È un processo irreversibile che si accorda con la volontà del popolo e con l'andamento generale degli eventi." Zhao Ziyang affermò inoltre che per completare la trasformazione socialista della proprietà privata dei mezzi di produzione iniziata negli anni Cinquanta nella realizzazione fondamentale della modernizzazione socialista, ci sarebbero voluti almeno cento anni. Inoltre, il socialismo cinese era emerso da una società semi-coloniale e semi-feudale con forze di produzione sottosviluppate, una situazione che non era stata prevista dai marxisti europei del XIX secolo. Di conseguenza, Zhao affermò che la Cina si trovava in una fase primaria del socialismo, nella quale la società socialista era ancora imperfetta e avrebbe potuto svilupparsi e industrializzarsi sfruttando le riforme di mercato introdotte dal socialismo con caratteristiche cinesi fino al raggiungimento del socialismo avanzato.
La leadership cinese si riconciliò con l'idea che i meccanismi di mercato e la pianificazione centrale fossero entrambi "mezzi e metodi neutri che non determinano il sistema economico di base di una società". Quindi l'adozione di tecniche capitalistiche e della capacità di gestione in un'economia mista attraverso il sistema multi-proprietà fu consentita.

### Ristrutturazione politica
La Cina mantenne la sua posizione di "democrazia socialista", dato che le riforme non avrebbero reso il Paese una democrazia europea: il Partito Comunista sarebbe stato comunque riformato in modo da renderlo in grado di governare meglio e più sufficientemente la Cina, come miglioramenti nell'amministrazione, semplificazione della burocrazia ed eliminazione del personale in eccesso.

## Esito
Il XIII Congresso del PCC lanciò la Cina in uno sviluppo economico accelerato, assicurando la successione della leadership mentre i membri più anziani del partito si sarebbero dimessi volontariamente a favore dei leader più giovani, e adattò il marxismo "a una nuova realtà che si adatta alla realtà" piuttosto che piegare "la realtà alla teoria".
Tuttavia le preoccupazioni rimasero diverse questioni. In primo luogo, le dimissioni degli anziani del partito non implicavano necessariamente che i riformatori potessero andare immediatamente d'accordo con le riforme, poiché gli anziani esercitavano ancora una forte influenza sul partito. In secondo luogo, Deng rese Zhao come primo vicepresidente della Commissione militare centrale senza avere la certezza che sarebbe riuscito a succedergli come leader della Cina. Terzo, uno sviluppo economico accelerato e una maggiore apertura alle influenze straniere avrebbero fatto rivivere vecchie questioni come  "inquinamento spirituale", "liberalizzazione borghese" e l'"essenza cinese contro il valore straniero". Inoltre, la separazione delle funzioni del partito dal governo e dalle imprese economiche avrebbero influenzato gli interessi acquisiti di milioni di persone. Infine, la supremazia dei Quattro principi cardinali proibiva qualsiasi regola diversa da quelle del PCC e ogni libertà al di là di quanto consentito dal partito.
Il Congresso ebbe successo in quanto rappresentò un consenso tra i leader per far avanzare economicamente il paese.

### Elezioni e nomine
Al congresso, 175 membri e 110 membri supplenti sono stati eletti per formare il 13º Comitato Centrale. La nuova Commissione consultiva centrale comprendeva 200 membri e la Commissione centrale per l'ispezione disciplinare era composta da 69 membri. La prima sessione plenaria del 13º Comitato Centrale elesse Zhao Ziyang, Li Peng, Qiao Shi, Hu Qili e Yao Yilin per il Comitato Permanente dell'Ufficio politico. Zhao Ziyang fu eletto segretario generale del Comitato centrale, mentre Deng Xiaoping divenne presidente della Commissione militare centrale. La sessione nominò Chen Yun come presidente della Commissione consultiva centrale e Qiao Shi come segretario della Commissione centrale per l'ispezione disciplinare.
Tre settimane dopo la chiusura del congresso, Li Peng fu nominato primo ministro ad interim, e successivamente al Congresso nazionale del popolo nel marzo 1988, fu confermato come primo ministro.